# Japanagromyza phaseoli
Japanagromyza phaseoli este o specie de muște din genul Japanagromyza, familia Agromyzidae, descrisă de Spencer în anul 1983. Conform Catalogue of Life specia Japanagromyza phaseoli nu are subspecii cunoscute.